# Pachypasa
Genre
Pachypasa est un genre de lépidoptères (papillons) de la famille des Lasiocampidae.

## Liste des espèces
- Pachypasa limosa (Serres, 1827) — le Bombyx du cyprès.
- Pachypasa otus (Drury, 1773) — la Chouette.